# شيرمان آدمز
شيرمان آدمز (بالإنجليزية: Sherman Adams)‏ (و. 1899 – 1986 م) هو سياسي من الولايات المتحدة الأمريكية ولد في دوفر.
تولى منصب رئيس موظفي البيت الأبيض (1953-01-20–1958-10-07) .وهو عضو في الحزب الجمهوري .

## التعليم
تعلم في دارتموث.

## روابط خارجية
- شيرمان آدمز على موقع مونزينجر (الألمانية)
- شيرمان آدمز على موقع إن إن دي بي (الإنجليزية)